# 鞠谷貴大
鞠谷 貴大（きくたに たかひろ、1995年6月21日 - ）は、日本の空手家（弐段）。身長182cm、体重85kg。大阪市出身。2023年にキックボクシングへ転向。魁塾所属。

## 来歴
空手家の父親の影響で、4歳から空手を始める。さまざまな試合で結果を残し、わずか1年で極真連合会が開催する全日本大会（グランドチャンピオン）で優勝を果たす。ジュニアでは数々の大会で活躍し一般の大会へと舞台を移す。
2019年6月23日に行われた全日本極真連合会主催の第35回全日本ウエイト制男子重量級において優勝を果たし、「第6回ワールドカップ大会」日本代表として出場が決まる。同年10月8日、モスクワにて行われた全日本極真連合会主催の「第6回ワールドカップ大会」において、男子重量級で世界3位を果たす。
2022年6月26日に行われた全日本極真連合会主催の第38回全日本ウエイト制男子重量級において全日本大会2度目の優勝を果たす。

## 主な成績
- 極真連合会主催 ジュニア全日本グランドチャンピオン 3連覇
- 極真連合会主催 第35回全日本ウエイト制空手道選手権大会 重量級優勝
- 極真連合会主催 第6回ワールドカップロシア世界大会 重量級3位
- 極真連合会主催 第38回全日本ウエイト制空手道選手権大会 重量級優勝
- 正道会館主催 第37回全日本空手道選手権大会 重量級3位
- 白蓮会館主催 第29回全日本空手道選手権大会 重量級3位